# Kodilar
Kodilar, também conhecida como Kodilar Alimentos, é uma empresa brasileira que industrializa produtos alimentícios, fundada por Wellington José Zacharias em 1984.

## História

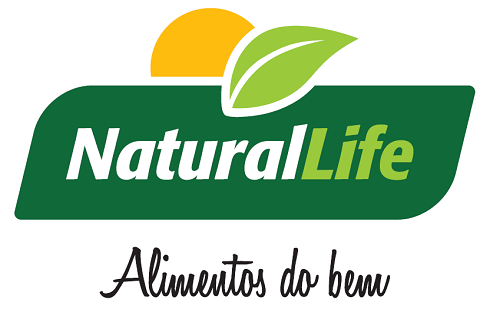
Logo: NaturalLife

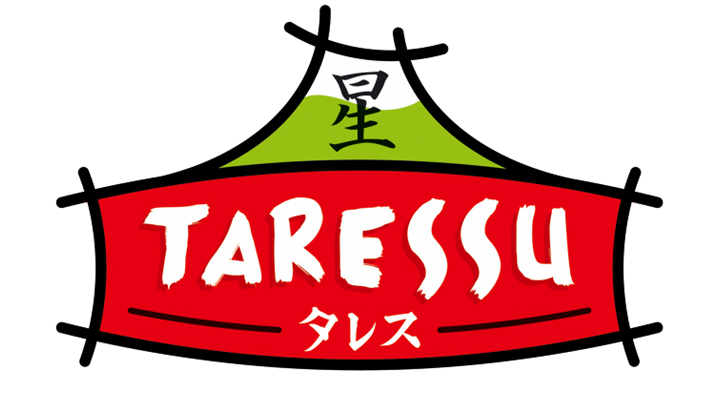
Logo: Taressu

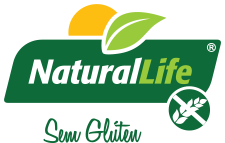
Logo: NaturalLife Sem Glúten

Em maio de 1984, foi fundada a M.W.A. Comércio de Produtos Alimentícios Ltda., mais conhecida como Kodilar. A empresa abriu suas portas pela primeira vez na Vila Ercília, em São José do Rio Preto – cidade-sede até os dias de hoje, na época a organização possuía três empreendedores e dois funcionários.
Após quatro anos da fundação, dois dos empreendedores se retiraram e a Kodilar se mudou para um novo endereço, ainda no mesmo bairro.
Em 1991, a administração da empresa passou por mais uma mudança e Wagner Zacharias uniu-se ao irmão juntamente com doze funcionários para dar continuidade a M.W.A. Nessa época, foram comercializadas em torno de cinquenta toneladas de produtos ao mês.
Para atender ao crescimento, foi preciso que a sede da empresa mudasse de lugar novamente. Então, o Jardim Paraíso, em São José do Rio Preto, tornou-se o bairro da Kodilar, em um prédio maior e com novas linhas de produtos. A empresa passou a ter cinquenta funcionários e cento e vinte toneladas de produtos comercializadas ao mês no ano de 1994.
Em 1999, fez-se necessário que a fábrica ganhasse um novo prédio, em outra localidade. A nova sede, no bairro Distrito Industrial, acomodava uma maior área administrativa e de produção. Tecnologias de produção e de informática também foram implantadas para trazer suporte.
Em 2000, a empresa foi contemplada por um crescimento acelerado após a criação da linha de produtos Natural Life – linha de produtos naturais da M.W.A. A partir de então, o quadro empregatício triplicou: nesse mesmo ano, em torno de duzentos e quarenta toneladas de produtos ao mês foram produzidas.
Em 2002, a Kodilar adquiriu uma área de 10.400 metros quadrados, na Avenida Waldomiro Mazzocato, nº 201, no Distrito Industrial Dr. Ulysses da Silveira Guimarães, o local onde a empresa está estabelecida até hoje.
Em 2016, a empresa possuía 13.500m² de construção numa planta industrial de 14.600m² e passou a empregar cerca de 600 funcionários e a comercializar mais de 1.500 toneladas de produtos por mês. A empresa iniciou também uma linha de produtos orientais chamada Taressu, além de montar uma indústria exclusiva em uma planta com cerca de 3.000m² para fabricação de produtos sem glúten. Atualmente, a empresa atua em todo o mercado nacional e comercializa mais de 600 tipos de produtos diferentes.

## Cronologia
- 1984 - Fundação da Empresa

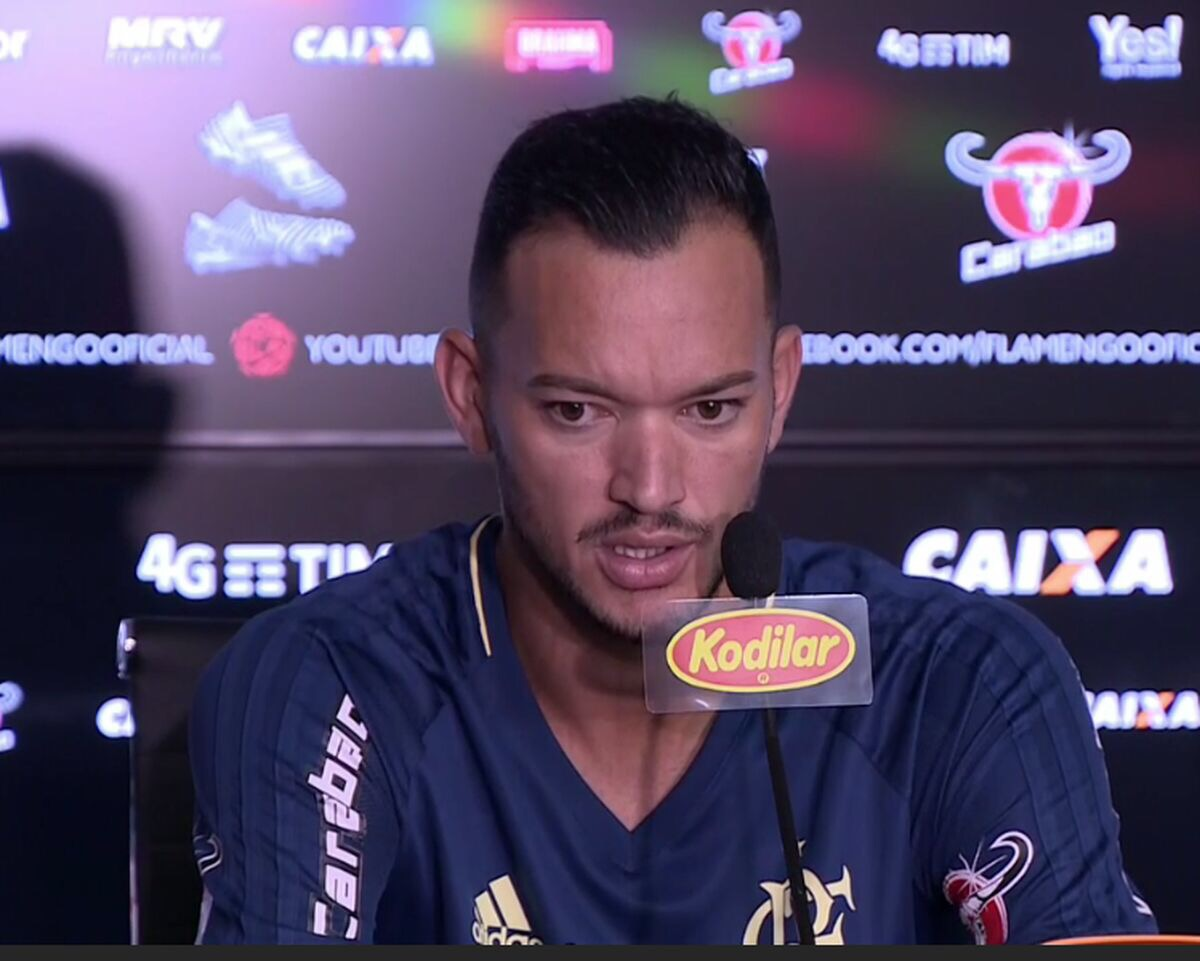
Réver em entrevista coletiva com patrocínio da Kodilar no microfone

- 1984 - Criação da marca Kodilar, uma aglutinação das palavras condimentos e lar.
- 1990 - Mudança do quadro social.
- 2000 - Criação da marca Natural Life, linha de produtos naturais.
- 2006 - Realiza seu primeiro patrocínio no futebol, investindo no Mirassol Futebol Clube.
- 2015 - Criação da marca Taressu, linha de produtos orientais.
- 2016 - Criação da marca Natural Life Sem Glúten, linha de produtos sem glúten.
- 2017 - Maior patrocínio da empresa até então, a Kodilar investe no Clube de Regatas do Flamengo.[2]

## Patrocínios esportivos
Em 2006, a empresa começa a investir em patrocínios esportivos.
Clubes já patrocinados pela Kodilar:
- Mirassol Futebol Clube desde 2006
- Olímpia Futebol Clube desde 2012[3][4]
- Clube Atlético Penapolense desde 2013
- Rio Preto Esporte Clube desde 2013
- Grêmio Novorizontino desde 2014
- Sertãozinho Futebol Clube desde 2014
- Batatais Futebol Clube desde 2016
- Uberlândia Esporte Clube desde 2016
- Grêmio Catanduvense de Futebol desde 2016
- América Futebol Clube desde 2016
- Clube de Regatas do Flamengo desde 2017
- Associação Atlética Ponte Preta desde 2017
- Santos Futebol Clube desde 2018